# Meridiano de París

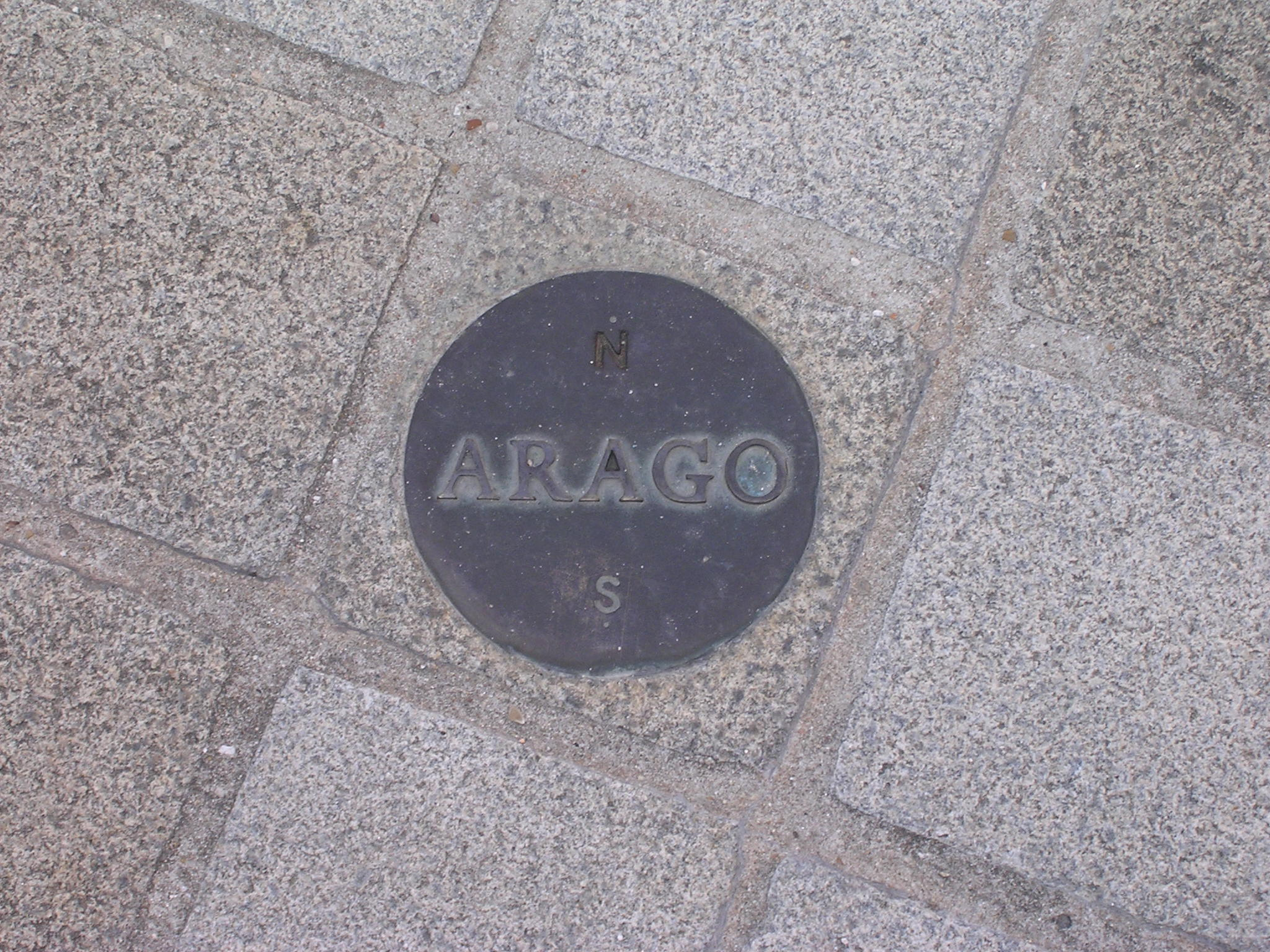
Uno de los 135 medallones en homenaje a Arago. Éste localizado cerca del Museo del Louvre.

El meridiano de París es el meridiano que pasa por el Observatorio de París (longitud 2°20′14.025″ este). Rivalizó con el de Greenwich como principal meridiano del mundo hasta que en 1884 la Conferencia Internacional del Meridiano votó por la segunda (Francia se abstuvo).
En París hay unas placas (o medallones) de unos 12 cm con el nombre Arago en referencia al astrónomo francés François Arago que a principios del siglo XIX hizo una medición más exacta del meridiano.